# Steve Johnson
Steve "Stevie" Johnson (Orange, 24 de dezembro de 1989) é um tenista profissional norte-americano.

## Carreira

### Jogos Olímpicos do Rio de Janeiro em 2016
Disputando os torneios de tênis (tênis) nos Jogos Olímpicos de Verão de 2016, no Rio de Janeiro, no Centro Olímpico de Tênis, no Parque Olímpico da Barra, na Barra da Tijuca, fez uma sólida parceria com o compatriota Jack Sock, avançando na chave de Duplas Masculinas e conquistando a medalha de bronze.